# Giuliana Cini
Giuliana Cini (Torino, 14 marzo 1930 – Torino, 5 marzo 2005) è stata una fisica italiana, dedita allo studio delle interazioni Sole-Terra.
Moglie del fisico Carlo Castagnoli e sorella del fisico Marcello Cini, si è laureata in fisica a 21 anni all'università di Torino nel 1951 (e poi, nel 1953, in matematica). Si dedicò allo studio della polarizzazione dei nuclei in sostanze paramagnetiche e, con le prime pubblicazioni sulla rivista "Il Nuovo Cimento", nel 1958 ebbe l'incarico di assistente presso l'Istituto di fisica di Edoardo Amaldi e Persico all'università di Roma. A Roma lavorò in un gruppo sperimentale di struttura della materia che studiava le proprietà fisiche dei liquidi semplici, in particolare diffusione e punti critici.
Divenuta libera docente e trasferitasi a Torino nel 1961, dovette abbandonare questa linea di ricerca a causa delle difficoltà incontrate nella realizzazione di un laboratorio adeguato. Si dedicò allora a fondare un laboratorio sotto il Monte dei Cappuccini per lo studio dei raggi cosmici. Iniziò una ricerca pluridecennale che si estese ben oltre la radiazione cosmica e che dal 1970 la portò alla geofisica e alla storia della crosta terrestre e dei pianeti del sistema solare, con lo studio di meteoriti e sedimenti marini e terrestri. Nel 1973 ottenne la cattedra di Struttura della Materia all'università di Torino e nel 1996 divenne titolare della cattedra di Fisica Terrestre.
Grazie alle sue ricerche, offrì importanti risultati sulla storia del clima terrestre negli ultimi millenni, elaborando metodi per la comprensione della fisica del rapporto Terra-Sole nel passato e del suo effetto sull'ambiente. Contribuì anche allo studio del paleomagnetismo terrestre, della relazione tra il flusso di raggi cosmici sulla Terra e le variazioni del campo magnetico terrestre e interplanetario. Tra i suoi contributi più rilevanti e le sue principali scoperte bisogna ricordare: la relazione tra un eccesso nel flusso di raggi cosmici intorno a 35000 anni fa e l'eccesso di berillio nelle rocce terrestri dell'epoca; l'analisi di un'oscillazione climatica millenaria nell'ultimo periodo glaciale e nell'Olocene; la ricostruzione dell'effetto dei cicli dell'attività solare su scala undecennale e secolare sulle serie climatiche; la determinazione dell'andamento delle temperature negli ultimi 2000 anni mediante analisi isotopiche di foraminiferi estratti da sedimenti sulle coste marine; l'introduzione di nuove tecniche per lo studio dei sedimenti, quali la termoluminescenza. Con lo studio dei meteoriti ha ricostruito il flusso dei raggi comici negli ultimi 250 anni e ha determinato o corretto il tempo di decadimento di isotopi fondantentali per lo studio del passato della crosta terrestre.
Ha pubblicato oltre 130 articoli sulle principali riviste di Fisica nazionali ed internazionali.
| Controllo di autorità | VIAF (EN) 1776151172693539210006 · GND (DE) 1145601375 |